# Mètode hidromètric

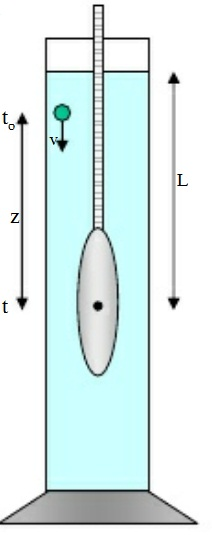
Il·lustració del mètode

Es defineix com a mètode hidromètric el conjunt de passos, activitats i procediments tendents a conèixer (mesurar, registrar, calcular i analitzar) els volums d'aigua que circulen en les vies i canals d'un sistema hidràulic, per tal de programar, corregir i millorar la distribució de l'aigua en el mateix. El sistema hidromètric té, com a suport físic, una xarxa hidromètrica més o menys complexa.
Serveix per conèixer la composició granulomètrica aproximada de les partícules que passen pel tamís # 200de (0,075 mm d'obertura de malla fins aproximadament la mida d'1 μ = 0,001 mm).
El mètode és absolutament aproximat i utilitza la Llei de Stokes que defineix la velocitat de caiguda d'una esfera de diàmetre "D" dins d'un líquid de viscositat "μ" coneguda.
{\displaystyle \nu ={\frac {2\gamma _{s}-\gamma _{w}}{18\mu }}D^{2}}
{\displaystyle {\frac {z}{t}}={\frac {2\gamma _{s}-\gamma _{w}}{18\mu }}D^{2}}
on γs=2,65g/cm³; γw=9,12g·s/cm²
Per tant, a un temps "t" i a una profunditat L no es trobaran partícules majors que D.
{\displaystyle D=Cte{\sqrt {\frac {L}{t}}}(mm)}
Per tant, coneixent per diferents temps la concentració de la solució sòl-aigua, podrem obtenir el diàmetre de les partícules i el pes total de les mateixes i amb això obtenir un punt en el gràfic granulomètric. La llei de Stokes és aplicable només a partícules esfèriques per tant els diàmetres mesurats són "diàmetres equivalents" a partícules de sòls que sedimenten la mateixa velocitat que una esfera del mateix pes específic. Aquest procediment és aplicable només a partícules de llim de 75 μ a 2 μ, ja que partícules grans poden produir turbulències i les menors de 2 m poden no sedimentar perquè els efectes gravitatoris queden superats pels efectes electroquímics (moviment brownià).